# Гувер, Лу
Луиза Генри Гувер (англ. Lou Henry Hoover; 29 марта 1874 — 7 января 1944; более известная как Лу Генри Гувер) — жена президента США Герберта Гувера и первая леди США в годы его президентства.

## Биография
Луиза Генри родилась в Уотерлу, Айова. Она была дочерью Чарльза Делано Генри, банкира, и Флоренс Иды Вид.
Детство Лу провела, живя в небольших городках Калифорнии — Уиттиере и Монтерейе. Она выросла сорванцом. Чарльз Генри брал дочь с собой в горы, что было самым незабываемом событием её детства. Лу стала прекрасной наездницей. Она также любила охотиться, собирать минералы.
После начальной и средней школы Лу училась в Педагогическом колледже в Сан-Хосе (теперь в кампусах колледжа расположены подразделения государственного Калифорнийского университета в Сан-Хосе). В 1894 году Луиза поступила в Стэнфордский университет (это ведущий частный университет Калифорнии) в «школу геологов», где была единственной женщиной на курсе.
Став студенткой, Лу в том же 1894 году познакомилась с учившимся с 1891 года на этом же факультете геологии Гербертом Гувером — будущим 31-го президентом США (с 1929 по 1933 год) от Республиканской партии.
Луиза и Герберт решили повременить со свадьбой до времени окончания ею университета, чтобы она смогла продолжить образование, а он карьеру инженера в Австралии, куда он уехал для работы на золотых шахтах. Герберт был протестантом-квакером. Мисс Генри, воспитанная в традициях Епископальной церкви, также решила стать квакером.
В 1898 году, после окончания Луизой университета, Герберт телеграфировал ей из Австралии предложение руки и сердца.
Луиза Генри и Герберт Гувер поженились 10 февраля 1899 года в доме родителей невесты в Монтерейе, Калифорния.
У супругов Гувер было два сына:
- Герберт Кларк Гувер-младший (1903—1969) — инженер, дипломат. В 1925 году окончил Стэнфордский университет и стал работать инженером в авиастроении. Недолгое время, 1928—1929 год, проучился в Гарвардской школе бизнеса[6]. В конце концов стал заниматься геофизической инженерией, поступив на работу в Объединённую геофизическую компанию. В 1954—1957 занимал пост Государственного секретаря по ближневосточным делам[7]. Умер в Пасадине, Калифорния.
- Аллан Генри Гувер (1907—1993) — горный инженер. Родился в Лондоне, закончил экономический факультет Стэнфордского университета в 1929 году, а в 1931 году получил степень магистра Гарвардской школы бизнеса. Работал горным инженером в Калифорнии. Умер в Гринвиче, Коннектикут.

Во время Первой мировой войны Лу помогала мужу в деле оказания помощи бельгийским беженцам. За это в 1919 году она была награждена королём Бельгии Альбертом I. Содействовала открытию Начальной школы в Уиттере, которая в 2005 году стала носить имя Лу Гувер. Также Лу профинансировала строительство дома скаутов в Пало-Альто, Калифорния. Сейчас это дом скаутов имени Лу Генри Гувер.
В качестве первой леди, она прекратила ежегодные новогодние приёмы, которые проводились по указанию Джона Адамса с 1801 года.
Умерла от инфаркта миокарда 7 января 1944 года в Нью-Йорке. Сначала она была похоронена в Пало-Альто, Калифорния, затем её останки были перезахоронены в Уэст-Бранч, Айова, рядом с мужем, умершим в 1964 году.